# Усвяты (Великолукский район)
Усвяты — деревня в Великолукском районе Псковской области России. Входит в состав сельского поселения «Букровская волость».
Расположена на северо-востоке района, на правом берегу реки Кунья, в 48 км к северо-востоку от центра города Великие Луки и в 8 км к востоку от волостного центра Букрово-2.

## Население
Численность населения по оценке на 2000 год составляла 2 человека.

## Известные жители и уроженцы
- Курилёнок, Нина Николаевна (род. 1934) — Герой Социалистического Труда.